# Elecciones generales de Puerto Rico de 1936
Se realizaron elecciones generales en Puerto Rico el 3 de noviembre de 1936. Debido a que las elecciones se realizaron bajo el gobierno colonial de los Estados Unidos, el gobernador era designado por el presidente de los Estados Unidos.
Fueron las 6.ª elecciones bajo la estadounidense Ley Jones que deroga la Ley Foraker; entre los cambios que trae esta nueva ley se encuentran: la institucionalización del Senado con 19 miembros y el aumento en la Cámara de Delegados que de ahora en adelante se llamará Cámara de Representantes de 35 a 39 miembros. El sufragio por primera vez en la historia de Puerto Rico fue universal, mujeres y hombres mayor de 21 años pudieron ejercer el voto.